# Ehrengard: A Ninfa do Lago
Ehrengard: Forførelsens kunst (bra/prt: Ehrengard: A Ninfa do Lago) é um filme dinamarquês de 2023, do gênero comédia romântica histórica, dirigido por Bille August, e estrelado por Mikkel Boe Følsgaard, Sidse Babett Knudsen e Alice Bier Zandén. O roteiro de Anders Frithiof August foi baseado no romance homônimo de 1962, de Karen Blixen. O filme foi distribuído nos Estados Unidos como Ehrengard: The Art of Seduction.
O filme foi lançado mundialmente na Netflix em 14 de setembro de 2023.

## Sinopse
No reino de Babenhausen, um rapaz autodenominado especialista no amor, Sr. Cazotte (Mikkel Boe Følsgaard), é contratado pela intrigante Grã-Duquesa (Sidse Babett Knudsen) para ajudá-la a conseguir um herdeiro e neto. Enquanto procura uma futura princesa adequada, o Sr. Cazotte ensina ao tímido e introvertido príncipe herdeiro Lothar (Emil Aron Dorph) a arte da sedução e do sexo.
O tiro sai pela culatra quando o tal herdeiro é concebido fora do casamento e a família real tem que procurar refúgio no castelo de Rosenbad. Lá, à medida que os rivais da família real aproximam-se do segredo, o próprio Cazotte apaixona-se por Ehrengard (Alice Bier Zandén), a dama de honra, e acaba aprendendo que, na verdade, não sabe nada sobre o amor.

## Elenco
- Mikkel Boe Følsgaard como Sr. Cazotte / Casanova
- Sidse Babett Knudsen como Grã-Duquesa
- Alice Bier Zandén como Ehrengard
- Emilie Kroyer Koppel como Princesa Ludmilla
- Emil Aron Dorph como Príncipe Lothar
- Jacob Hauberg Lohmann como Sr. Marbod
- Sara-Marie Maltha como Sra. Marbod
- Jakob Højlev Jørgensen como Matthias
- Lone Rødbroe como Lisbeth
- Christopher Læssø como Podolski
- Alban Lendorf como Kurt
- Paul Hüttel como Grão-Duque
- Kit Eichler como Poggendorf
- Kurt Dreyer como Schreckenstein
- Fanny Thorngaard como Kromutter
- Jesper Vigant como Padre
- Jørgen Nørgaard como Marechal da Corte
- Tereza Chytilová como Mãe de Ludmilla
- Nigel Young como Pai de Ludmilla

## Produção
Em agosto de 2021, a Netflix divulgou estar produzindo uma nova adaptação do romance "Ehrengard" (1962), de Karen Blixen, com Bille August assumindo a direção. A produção é a segunda adaptação da história, com a primeira sendo o filme italiano homônimo de 1982, estrelado por Jean-Pierre Cassel.
A Rainha Margarida II da Dinamarca desenhou 51 figurinos e 81 decupagens que serviram de base para os cenários. Ela foi divulgada como a figurinista e cenógrafa do filme, mas não foi paga pelas produtoras por suas contribuições.

## Recepção
No Rotten Tomatoes, site agregador de críticas, 33% das 6 críticas do filme são positivas, com uma classificação média de 4,4/10.